# Aramac
Aramac is een plaats in de Australische deelstaat Queensland en telt 341 inwoners (2006).